# Martin Grase
Martin Grase (3 mai 1891 à Schlochau – 3 août 1963 à Fribourg) est un militaire allemand. Il fut General der Infanterie qui servit au sein de la Wehrmacht, dans la Heer, pendant la Seconde Guerre mondiale.
Il est récipiendaire de la croix de chevalier de la croix de fer avec feuilles de chêne, attribuée pour récompenser un acte d'une extrême bravoure sur le champ de bataille ou un commandement militaire avec succès.

## Biographie
Grase rejoint le 24 mars 1909 le 4e régiment de grenadiers de l'armée prussienne, en tant qu'aspirant issu du corps des cadets. De la mi-octobre 1909 à juillet 1910, il est commandé à l'école de guerre d'Anklam (de), où il reçoit entre-temps le brevet correspondant à son grade ainsi que la promotion au grade de lieutenant après avoir obtenu son diplôme avec succès. 

## Décorations
- Croix de fer (1914)
  - 2e classe (28 septembre 1914)
  - 1re classe (6 décembre 1916)
- Insigne des blessés (1914)
  - en noir
- Croix d'honneur en 1934
- Agrafe de la croix de fer (1939)
  - 2e classe (24 septembre 1939)
  - 1re classe (4 juillet 1940)
- Médaille du front de l'Est
- Croix de chevalier de la croix de fer avec feuilles de chêne
  - Croix de chevalier de la croix de fer le 18 octobre 1941 en tant que Oberst et commandant du Infanterie-Regiment 1[1]
  - 248e feuilles de chêne le 23 mai 1943 en tant que Generalleutnant et commandant de la 1. Infanterie Division[2]